# 浮式儀器平台
浮式儀器平台（縮寫：FLIP），或稱浮动观测平台、浮动仪表台、浮式仪器平台、浮观测平台、浮水文观察平台、水下声波探测船、浮動水文觀察平臺、浮動儀表工作台，是一艘由海軍研究辦公室擁有，聖地牙哥加利福尼亞大學斯克里普斯海洋學研究所海洋物理實驗室操作的海洋研究船。此船是一艘長355英尺（108米）的船隻，且船身被特別設計成能夠與水面形成直角。

## 歷史
斯克里普斯海洋學研究所的海洋物理實驗室得到了海軍研究辦公室的資助和商業造船工程師格羅斯頓的協助，設計了浮式儀器平台，英文縮寫名稱FLIP正好與翻轉雙關。隨後，海洋物理實驗室把設計圖交予俄勒岡州波特蘭市的岡德森兄弟工程公司製造船隻。於1962年6月，岡德森兄弟工程公司完成製造浮式儀器平台。於1995年，海洋物理實驗室獲得了200萬美元的資金現代化浮式儀器平台。

## 垂直特性
浮式儀器平台能夠與水面垂直。當船身與水面形成直角時，長300英尺（91米）的船尾部份就會進入水中，僅剩長55英尺（17米）的船首部份仍在水面上，且水密艙壁就會變成甲板。在船隻變成垂直狀態時，水面下的船尾部份就能夠穩定船身免受海浪影響，因此能夠收集準確的海浪數據。
浮式儀器平台在航行時的狀態為與水面平行。但當要變為垂直狀態時，其船尾部份就會放掉空氣，使船尾部份入水，並使船身垂直。而當浮式儀器平台完成收集數據後，就會向船尾部份泵入压缩空气，使船尾浮上水面，並使船身與水面平行。因為浮式儀器平台能夠處於垂直狀態，所以經常被其他船隻誤認為是一艘傾覆的運輸船。

## 功能
浮式儀器平台的主要功能為研究浪高、聲波信號、海洋水溫和密度，且能夠收集气象学數據。因為浮式儀器平台是用來研究聲波信號，所以沒有設置任何會影響數據收集的機器，包括引擎。因此，浮式儀器平台是需要拖船把它拖曳至目的地，才能進行數據收集。在拖曳時，浮式儀器平台的最高速度為7–10節。
浮式儀器平台重700英噸（711噸），並能夠容納五名組員和多達11位科學家。浮式儀器平台能夠獨立運作長達一個月，並且無需補給。浮式儀器平台能夠在所有海洋中運作，但其主要操作地點為美國附近的太平洋。浮式儀器平台的基地為位於加利福尼亞州聖地亞哥的尼米茲斯克里普斯海洋設施。

## 外部連結
- Metacafé中長3.42分鐘的浮式儀器平台紀錄片 （页面存档备份，存于）
- 海洋物理實驗室 - 浮式儀器平台 - FLIP （页面存档备份，存于）